# Severstal
Severstal (Ryska: Северсталь) är ett ryskt stålbolag, lokaliserat i Tjerepovets som är den största staden i Vologda oblast. SeverStal är börsnoterat bland annat på Londonbörsen där majoriteten av aktierna tillhör Alexej Mordasjov. Företaget räknas som ett av de största stålbolagen i Ryssland och således ett av de största i världen. Bolaget har rättigheter att bryta malm både i Ryssland och i Nordamerika och de har fabriker i Ryssland, Ukraina, Kazakstan, Storbritannien, Frankrike, Italien och USA. 
Företaget har gett namn åt hockeylaget HC Severstal som spelar i den ryska ligan Kontinental Hockey League.